# امینس اولین (یوئست) کانتون
امینس اولین (یوئست) کانتون (به فرانسوی: Amiens 1st (Ouest) Canton) یک سکونتگاه مسکونی در فرانسه است که در Arrondissement of Amiens واقع شده‌است.